# Kamienica Kościelskich w Warszawie

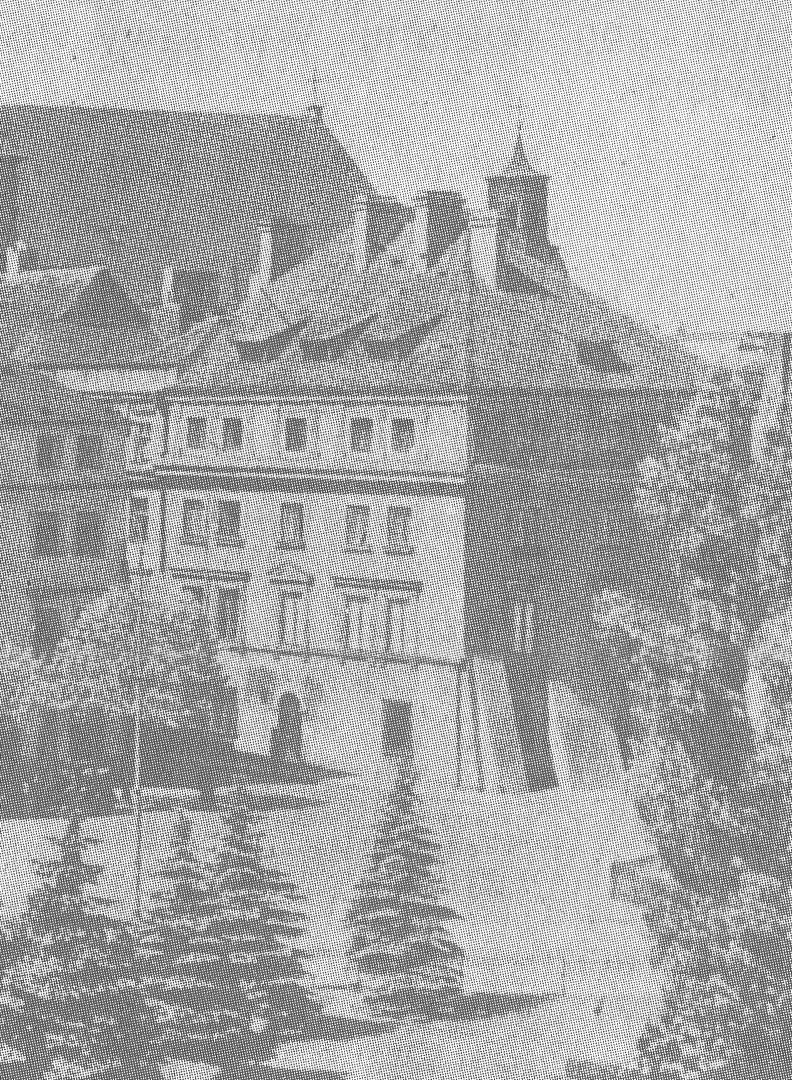
Kamienica po przebudowie według projektu Juliusza Nagórskiego, lata 30. XX wieku. Widoczne trzecie piętro usunięte w czasie odbudowy budynku w latach 1950–1953

Kamienica Kościelskich lub Mansjonaria, wcześniej kamienica Nad Kanałem – zabytkowa kamienica znajdująca się przy ul. Świętojańskiej 2 w Warszawie, w narożniku placu Zamkowego.

## Opis
Pierwszymi właścicielami nieruchomości, na której znajduje się kamienica, byli książęta mazowieccy. Po południowej stronie działki istniał strumień płynący do Wisły (w XV wieku ujęty w kanał), do którego nawiązywała jedna z nazw wzniesionego tam budynku. W 1433 Anna Holszańska ofiarowała nieruchomość księżom mansjonarzom, pełniącym posługę w ufundowanej przez nią w 1428 w pobliskiej kolegiacie św. Jana kaplicy Wniebowzięcia Najświętszej Marii Panny. Obowiązkiem duchownych było m.in. odprawianie porannej mszy wotywnej i trzy razy w tygodniu specjalnej mszy za fundatorkę oraz jej rodzinę. Murowana kamienica została wzniesiona przed 1478, nie wiadomo jednak, czy był to wcześniej istniejący budynek (w którym mieszkała również Anna Holszańska), czy też nowa kamienica zbudowana przez mansjonarzy jako dom ich wspólnoty na podarowanej im przez księżną parceli. Budynek był później wielokrotnie przebudowywany.
W 1524 w Mansjonarii zmarł książę mazowiecki Stanisław. W 1526 jego siostra Anna nadała mansjonarzom parcelę przylegającą do ich nieruchomości od strony wschodniej z przeznaczeniem na powiększenie budynku.
W II połowie XVI wieku kamienica była przebudowywana, najpierw przez Antonia Vascontiego, a następnie (ok. 1575) prace prowadził późniejszy twórca Zamościa Bernardo Morando. Kolejna przebudowa, która miała miejsce w 1688, nadała budynkowi cechy barokowe. Pozostałością po niej jest boniowany kamienny portal z zatartą datą „1688” i zwornikiem z dwiema skrzyżowanymi strzałami. Usunięto wtedy drewniane stropy w przyziemiu i wprowadzono ceglane sklepienia. W stopniowo zabudowywanej tylnej części działki powstały trzy nierównej wysokości skrzydła i niewielki dziedziniec. Przed 1790 kamienica frontowa i skrzydło od strony Dziedzińca Kuchennego Zamku Królewskiego zostały podwyższone o jedną kondygnację.
We wprowadzonej w 1797 taryfie budynków kamienica otrzymała bardzo wysoki numer drugi (numer pierwszy otrzymał Zamek). W latach 1817–1818 podczas porządkowania placu Zamkowego rozebrano przylegające do niej budynki i odsłonięto elewację południową; prawdopodobnie w tym samym czasie dobudowano także trzy skarpy sięgające pierwszego piętra. Powodem dodania skarp było posadowienie budynku na grząskim podłożu.
Na początku XIX wieku w kamienicy mieścił się handel win Wincentego Sonnera, a potem cukiernia Zygmunta Plocera. W 1822 rozebrano kaplicę Wniebowzięcia Najświętszej Marii Panny, w wyniku czego zgromadzenie opiekującej się nią mansjonarzy przestało istnieć. W 1866 decyzją rosyjskich władz budynek stał się własnością Skarbu Państwa. W 1869 kamienicę kupił na licytacji wędliniarz Franciszek Szpringer, który prowadził w niej sklep znany z wysokiej jakości kiełbas. Przeprowadzona przez niego przebudowa budynku zatarła historyczny wygląd elewacji.
W 1918 właścicielem kamienicy został Władysław Kościelski, poeta, wydawca i mecenas sztuki, właściciel dóbr Miłosław w Wielkopolsce. W latach 1918–1921 została ona przebudowana według projektu Juliusza Nagórskiego zgodnie ze wskazówkami Towarzystwa Opieki nad Zabytkami Przeszłości. W czasie przebudowy m.in. zmieniono dach z dwuspadowego na czterospadowy z niewielkimi lukarnami i wysokimi kominami, dodano neorenesansowe kamienne obramienia okien pierwszego piętra i przekształcono wnętrza, które otrzymały reprezentacyjne wyposażenie. W elewacji południowej w trakcie środkowym między skarpami przebito otwór drzwiowy nowej klatki schodowej. W budynku, w którego wnętrzach zachowano układ typowej trójtraktowej warszawskiej kamienicy z przechodnią sienią w partii centralnej, zainstalowano centralne ogrzewanie i windę, co w tamtym czasie na Starym Mieście było rzadkością. Na trzyosiowej oskarpowanej elewacji bocznej (od strony placu Zamkowego) odsłonięto fragment muru gotyckiego z oknem, a budynek został połączony z sąsiednią kamienicą nr 4 (Psałterią), również należącą do Kościelskich. Bogaty wystrój uzyskały także oficyny. Od nazwiska nowych właścicieli kamienica zaczęła być nazywana kamienicą Kościelskich.
Po śmierci Władysława Kościelskiego (1933) budynek, który w okresie międzywojennym miał jedne z najbardziej reprezentacyjnych wnętrz w stolicy, został przeznaczony na wynajem. Stał się oficjalną rezydencją ambasadorów, najpierw amerykańskiego, a potem rumuńskiego. Na dachu od strony ul. Świętojańskiej zainstalowano maszt sztandarowy.
Podczas obrony Warszawy we wrześniu 1939 częściowemu zniszczeniu uległ dach kamienicy, jednak w czasie okupacji niemieckiej uszkodzenia zostały usunięte. Podczas powstania warszawskiego w sierpniu 1944 przez kilka tygodni była ona umocnionym punktem oporu Polaków. Dach budynku spłonął, ale zachowały się mury zewnętrzne, częściowo wewnętrzne oraz sklepienia.
Kamienica, której mury zostały prowizorycznie zabezpieczone w 1947, została odbudowana w latach 1950–1953 według projektu zespołowego pod kierunkiem Władysława Jastrzębskiego z obniżeniem o jedną kondygnację i zmianą dachu, z przeznaczeniem na biura Kierownictwa Odbudowy Zamku Państwowego Przedsiębiorstwa Budowlanego Robót Konserwatorskich i Architektury Monumentalnej. Kamienica została obniżona na wniosek Jana Zachwatowicza, który chciał w ten sposób odsłonić widok na fasadę katedry św. Jana (ten efekt nie został jednak uzyskany, gdyż odbudowane później budynki między kamienicą Kościelskich a katedrą zostały zrekonstruowane w oryginalnej wysokości). Pięcioosiowa kamienica frontowa ma dwukondygnacyjne skrzydło od strony placu Zamkowego oraz trzykondygnacyjną oficynę połączoną ze skrzydłem parterowym łącznikiem, tworzące razem niewielkie kwadratowe podwórko. Pod całą posesją znajdują się piwnice ze sklepieniem kolebkowym.
Kamienica była jednym z pierwszych odbudowanych i najwcześniej użytkowanych obiektów na Starym Mieście. W 1965 została wpisana do rejestru zabytków. W drugiej połowie lat 70. XX wieku, w związku z położeniem nowej nawierzchni i obniżeniem poziomu placu Zamkowego, budynek otoczono nowym kamiennym cokołem i odsłonięto głazy podmurówki.
W latach 1988–1992 kamienica została przebudowana dla potrzeb Zamku Królewskiego. W 1989 w ścianie izby tylnej przyziemia kamienicy frontowej odkryto krawędzie glifów dwóch zamurowanych okien gotyckich i obmurowany kanał przebiegający pod oficyną. W 1993 na fasadzie od strony ul. Świętojańskiej umieszczono tablicę informacyjną o historii budynku.